# Chaleda Zia
Chaleda Zia, beng. খালেদা জিয়া (ur. 15 sierpnia 1945 w Dinadźpur) – bengalska polityk, dwukrotna premier Bangladeszu (1991–1996 i 2001–2006).
Od 1984 liderka konserwatywnej Nacjonalistycznej Partii Bangladeszu (BNP). Wdowa po działaczu niepodległościowym i prezydencie kraju Ziaur Rahmanie.
W 2006 roku, Forbes umieścił Chaledę Zia na 33. miejscu w rankingu najbardziej wpływowych kobiet świata.

## Życiorys
Chaleda Zia urodziła się w prowincji Radźszahi. Jej rodzina pochodziła z Pheni (jednej z południowych prowincji Bangladeszu), a rodzicami byli Iskandar Majumder i Taiyaba Majumder. W 1960 roku zdała egzamin maturalny, a następnie uczęszczała do Surendranath College w Dinadźpur.

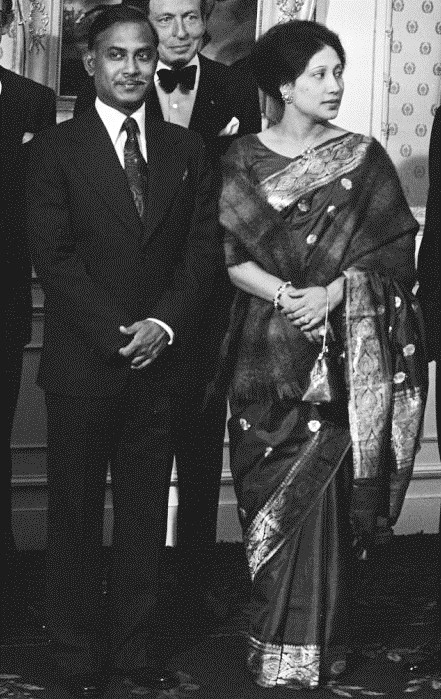
Zia z mężem prezydentem Ziaur Rahmanem w 1979

W 1960 jako 15-latka została wydana za mąż za Ziaur Rahmana, późniejszego prezydenta Bangladeszu, z którym miała dwóch synów. W 1965 przeniosła się do Pakistanu Zachodniego wraz z mężem, który służył jako oficer podczas wojny indyjsko-pakistańskiej. W marcu 1969 roku para przeniosła się z powrotem do Pakistanu Wschodniego.

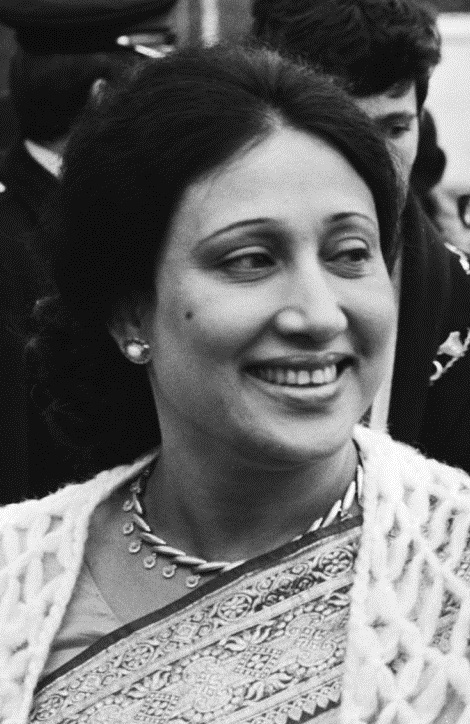
Chaleda Zia w 1979

Po nieudanym zamachu stanu i zamordowaniu jej męża w 1981, zaangażowała się w działalność polityczną, zostając początkowo wiceprzewodniczącą założonej przez Rahmana Nacjonalistycznej Partii Bangladeszu, a w 1984 objęła przywództwo partii.  W czasie dyktatury Husseina Mohammada Ershada w latach 80., Khaleda była wielokrotnie aresztowana.
Po upadku Ershada i wygranych przez BNP wyborach w 1991, została  desygnowana na premiera. Mimo wygranej w wyborach parlamentarnych w 1996 nie udało jej sie sformować rządu i zrezygnowała ze stanowiska, zostając liderką opozycji. W wyborach w 2001 ponownie zdobyła władzę w koalicji z mniejszymi partiami nacjonalistycznymi i islamskimi. Zakończyła urzędowanie w 2006. Zasiadała w parlamencie krajowym do bojkotu wyborów w 2014.
W styczniu 2007 roku w Bangladeszu ogłoszono stan wyjątkowy, a władzę przejął rząd wspierany przez armię. We wrześniu tegoż roku Khaleda została aresztowana pod zarzutem korupcji i spędziła rok w areszcie. W 2014 postawiono jej zarzut sprzeniewierzenia funduszy przeznaczonych na cele charytatywne. W 2017 policja przeprowadziła przeszukanie dom Zii pod kątem "antypaństwowych" dokumentów.

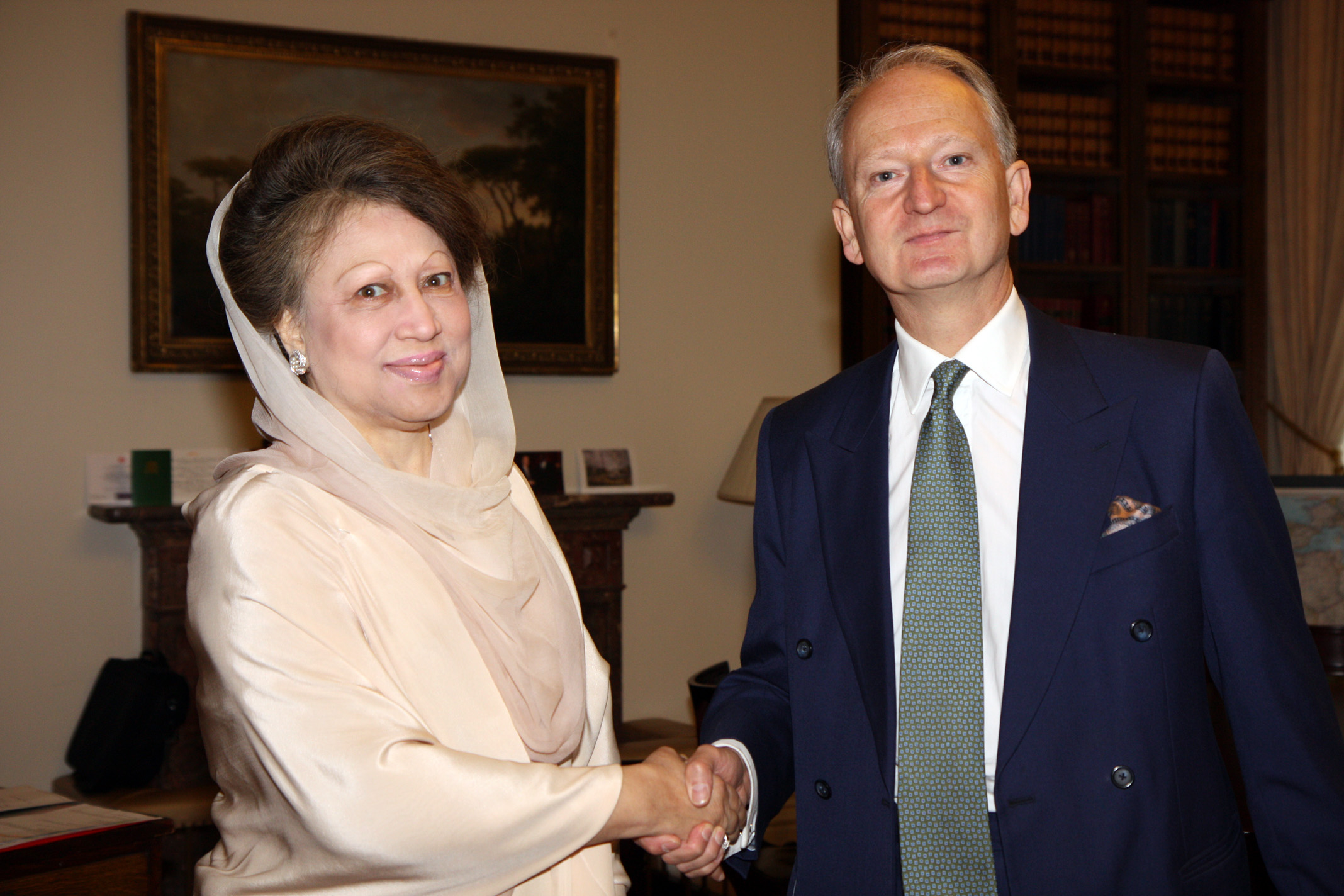
Chaleda Zia i brytyjski minister spraw zagranicznych Henry Bellingham (2011)

W lutym 2018 została skazana za korupcję na 5 lat więzienia, a w październiku tego samego roku, w dwóch innych procesach, usłyszała wyrok 10 i 7 lat pozbawienia wolności. Mimo pogarszającego się stanu zdrowia (Zia ma chorować na cukrzycę, chorobę serca i marskość wątroby, ponadto porusza się na wózku inwalidzkim), władze więzienia odmawiały jej dostępu do specjalistycznego leczenia w Londynie. 25 marca 2020 została zwolniona z zakładu karnego na czas leczenia w szpitalu w Dhace, a tryb odbywania kary został zmieniony na areszt domowy.
Zia zaprzeczyła prawdziwości zarzutów, określając wytoczone procesy polityczną zemstą jej rywalki Sheikh Hasiny. Amnesty International wyraziła zaniepokojenie nierespektowaniem prawa do rzetelnego procesu sądowego. Ponadto Departament Stanu USA w raporcie na temat przestrzegania praw człowieka z 2022 wyraził wątpliwości co do rzetelności postępowania sądowego.
Po rezygnacji i ucieczce z kraju premier Sheikh Hasiny, została w sierpniu 2024 decyzją prezydenta Mohammeda Shahabuddina zwolniona z odbywania kary w trybie aresztu domowego. W pierwszej wypowiedzi po uwolnieniu wezwała rodaków do odbudowy demokratycznego Bangladeszu i wyraziła poparcie dla studenckiego ruchu protestujących.